# Louis Gava
Pour les articles homonymes, voir Gava.
Louis Gava, né le 26 août 1891 à Guebwiller (Haut-Rhin) et décédé le 24 juillet 1965 à Corbeil-Essonnes (Essonne), est un musicien français ayant passé une grande partie de sa carrière en Tunisie où il vit à Tunis de 1940 à 1962.

## Biographie
Il fait ses études au conservatoire de Strasbourg où il a comme professeur Hans Pfitzner.
Il devient directeur du conservatoire de Tunis, directeur de la musique au Théâtre municipal de Tunis et chef d'orchestre du grand orchestre symphonique de Tunis (1946-1958) et de l'orchestre symphonique de Radio Tunis.
Il y dirige de nombreux concerts et opéras. Parmi les artistes ayant joué sous sa direction figurent Aldo Ciccolini, Andrés Segovia, Jacques Thibaud, Kenneth Gordon, Mado Robin, Jubilee Singers, Marcel Mule, Janine Micheau, Micheline Ostermeyer, Michel Dens, Lucette Descaves, Jacqueline Brumaire, Hall Johnson, René Bianco ou Carlo Van Neste.
Il a également enseigné la musique à Kaddour Srarfi.

## Hymne national
La version officielle de Ala Khallidi, hymne national de la Tunisie entre 1958 et 1987, est jouée par l'orchestre symphonique de Radio Tunis sous la direction de Louis Gava.